# Huayan si
Huayan si (Klasztor Avatamsaki lub Klasztor Kwietnych Girlandów; chiń. upr. 华严寺; chiń. trad. 華嚴寺) – chiński klasztor buddyjski, miejsce powstania chińskiej szkoły doktrynalnej huayan.

## Historia klasztoru
Klasztor został wybudowany w 803 r. Uważa się go za miejsce powstania całkowicie chińskiej szkoły buddyjskiej huayan, opartej na Sutrze Awatamsaki.
Chociaż obecnie nie jest ten klasztor już jedną ze 142 głównych świątyń Chin, kiedyś należał do najważniejszych klasztorów tego kraju.
Pierwotnie wybudowany był na dwóch poziomach. Główna część świątynna znajdowała się na pierwszym, niższym poziomie. Wyższy drugi poziom (chiń. ta yuan) przeznaczony był na zespół stup i pagód. Według lokalnych informatorów, niższy świątynny poziom został zniszczony w latach 50. XX wieku, aby zrobić miejsce dla szkoły publicznej.
To, co pozostało, to poziom stup, do którego dobudowano kilka współczesnych budynków. Kiedyś znajdowało się tu pięć stup poświęconych założycielom szkoły huayan. Do obecnych czasów przetrwały tylko dwie: stupa Dixina Dushuna, uważanego za założyciela tej tradycji, oraz Chengguana - Czwartego Patriarchy szkoły. Obie są zagrożone zsunięciem się ze wzgórza, tak jak stało się to z częścią tego klasztoru pod koniec XVIII wieku. Górują one nad rzeczną doliną, na obrzeżach Xi’anu.

## Obiekty
- Pagoda Dushuna, założyciela szkoły huayan
- Pagoda Chengguana, Czwartego Patriarchy szkoły
- Kilka nowych budynków z nowymi posągami

## Adres klasztoru
- Huayan si, Chang’an Qu, Xi’an, Shaanxi.
- 陕西省西安市长安区华严寺